# سیلمز لات (فیلم)
سیلمز لات (به انگلیسی: Salem's Lot) یک فیلم ترسناک فراطبیعی آمریکایی محصول ۲۰۲۴ به نویسندگی و کارگردانی گری دابرمن است که بر اساس رمانی به همین نام اثر استیون کینگ از ۱۹۷۵ ساخته شده است. در این فیلم که توسط نیو لاین سینما، اتامیک مانتسر پروداکشنز و ورتیگو انترتینمنت تولید شده است، لوئیس پولمن، مکنزی لی، بیل کمپ، اسپنسر تریت کلارک، پیلو اسبک، جان بنجامین هیکی، آلفره وودارد و ویلیام سدلر به ایفای نقش پرداخته‌اند. داستان فیلم دربارهٔ نویسنده‌ای است که در جستجوی الهام به زادگاهش اورشلیم لات بازمی‌گردد تا حضور یک خون‌آشام را کشف کند.
سیلمز لات در ۴ مهر ۱۴۰۳ (۲۵ سپتامبر ۲۰۲۴) به‌عنوان فیلم افتتاحیهٔ جشنوارهٔ بیاند فست به نمایش درآمد و در ۳ اکتبر در مکس منتشر شد. این فیلم نقدهای متفاوتی از سوی منتقدان دریافت کرد.

## طرح داستان
بن میرز نویسنده‌ای است که در جست‌وجوی الهام به خانه دوران کودکی‌اش به اورشلیم لات بازمی‌گردد، اما متوجه می‌شود که زادگاهش توسط یک خون‌آشام طعمه می‌شود و او را به همراهی گروهی با هم برای مبارزه با آن سوق می‌دهد.

## بازیگران
- لوئیس پولمن در نقش بن میرز
- مکنزی لی در نقش سوزان نورتون[۳]
- بیل کمپ در نقش متیو برک[۳]
- اسپنسر تریت کلارک در نقش مایک رایرسون[۳]
- الفری وودارد در نقش دکتر کودی[۴]
- ویلیام سدلر[۵]
- پیلو اسبک در نقش ریچارد استراکر[۶]
- جان بنجامین هیکی در نقش پدر کالاهان[۷]
- جردن پرستون کارتر در نقش مارک پتری[۸]
- نیکلاس کروتی در نقش دنی گلیک[۸]
- کید وودوارد در نقش رالف گلیک[۸]

## تولید
سیلمز لات اقتباسی از رمانی به همین نام از استیون کینگ است که در سال ۱۹۷۵ منتشر شد. این فیلم سینمایی از نیو لاین سینما در آوریل ۲۰۱۹، زمانی که هالیوود ریپورتر فاش کرد که گری دابرمن قرار است فیلمنامه و تهیه‌کنندهٔ اجرایی شود اعلام شد و جیمز وان به عنوان تهیه‌کننده حضور دارد. در مصاحبه‌ای از دابرمن پرسیده شد که آیا همان رویکرد نوشتاری را که برای فیلم‌های آن (۲۰۱۷) و آن: بخش دوم (۲۰۱۹) اقتباسی از رمان کینگ به همین نام به کار برد، استفاده خواهد کرد، او پاسخ داد: «من دوست دارم اینطور باشم. تا جایی که ممکن است بتوانم به داستان وفادار باشم تا زمانی که برای یک فیلم کمی سخت شود. من بسیار بسیار هیجان‌زده هستم که بخشی از آن باشم و با آن مقابله کنم. این ثر هنوز روی صفحه نمایش بزرگ نرفته، این همان احساسی است که من در مورد آن داشتم. بازی با خون‌آشام‌ها و ساختن چیزی واقعاً ترسناک بسیار سرگرم‌کننده است. مدت‌هاست که چنین چیزی را ندیده‌ام و از دیدن آن برای مردم هیجان‌زده هستم.»
در آوریل ۲۰۲۰، دابرمن به عنوان کارگردان معرفی شد. در اوت ۲۰۲۱، لوئیس پولمن برای به تصویر کشیدن نقش اصلی فیلم انتخاب شد. تصویربرداری اصلی در سپتامبر با مایکل برگس، فیلمبردار در بوستون آغاز شد. فیلمبرداری در ایالت ماساچوست در ایپسویچ و شهرهای استرلینگ و کلینتون، هر دو در شهرستان ووستر انجام شد. کتابخانه عمومی پرینستون در پرینستون، ماساچوست نیز به مدت سه روز به عنوان محل فیلمبرداری رزرو شد.

## انتشار
سیلمز لات در ابتدا قرار بود در ۱۸ شهریور ۱۴۰۱  (۹ سپتامبر ۲۰۲۲) توسط برادران وارنر پیکچرز در ایالات متحده اکران شود؛ آخر هفتهٔ پس از روز کارگر که برای اکران‌های گذشتهٔ فیلم‌های ترسناک این استودیو موفقیت‌آمیز بود، اما تاریخ انتشار آن به دلیل «تاخیرهای مربوط به کووید-۱۹ در مرحلهٔ پس‌تولید» به ۲۱ آوریل ۲۰۲۳ به تعویق افتاد. با اینحال در اوت ۲۰۲۲، این فیلم از برنامه اکران استودیو حذف شد.
سیلمز لات در ۴ مهر ۱۴۰۳ (۲۵ سپتامبر ۲۰۲۴) به‌عنوان فیلم افتتاحیهٔ جشنوارهٔ بیاند فست به نمایش درآمد و در ۳ اکتبر در مکس منتشر شد.

## بازخورد
در وبگاه جمع‌آوری نقد راتن تومیتوز، ٪۵۰ از ۴۶ بررسی منتقدان مثبت است، و میانگینِ امتیاز آن ۵٫۵/۱۰ است. این فیلم در متاکریتیک که از میانگین وزنی استفاده می‌کند، بر اساس نظر ۱۵ منتقدین امتیاز ۵۰ از ۱۰۰ را کسب کرده که نشان‌گر «نقدهای مختلط یا متوسط» است.